# Li Shangfu
Li Shangfu (en chino, 李尚福; pinyin, Lǐ Shàngfú; Chengdu, febrero de 1958) es un ingeniero aeroespacial chino y general del Ejército Popular de Liberación (EPL). Fue consejero de estado de la República Popular China y ministro de Defensa Nacional de marzo a octubre de 2023. Anteriormente, se desempeñó como jefe del Departamento de Desarrollo de Equipos de la Comisión Militar Central de 2017 a 2022. También había ocupado los puestos de comandante adjunto del EPL de la Fuerza de Apoyo Estratégico y comandante adjunto del Departamento de Armamento General. Pasó treinta y un años trabajando en el Centro de Lanzamiento de Satélites de Xichang, incluidos diez años como su director.
En agosto de 2023, Li desapareció de la vista pública y luego fue destituido de su cargo el 24 de octubre de 2023. Es el ministro de Defensa Nacional con menos tiempo en el cargo y el primero que ocupa dicho cargo de la Fuerza de Apoyo Estratégico del EPL. En junio de 2024, fue expulsado del Partido Comunista de China (PCCh) tras acusaciones de corrupción y su caso fue transferido al poder judicial militar para su procesamiento penal, y se le revocó el rango de general.

## Biografía

### Infancia y juventud
Li Shangfu nació en febrero de 1958 en la localidad de Chengdu, capital de la provincia de Sichuan, aunque su hogar ancestral se encuentra en el condado de Xingguo, provincia de Jiangxi. Su padre es Li Shaozhu (李绍珠), un veterano del Ejército Rojo de Trabajadores y Campesinos de China (la denominación del ejército chino antes de la proclamación de la República Popular China) y excomandante adjunto del Comando Sudoeste del Cuerpo Ferroviario del Ejército Popular de Liberación de China. Li Shangfu se unió al ejército cuando ingresó en la Universidad Nacional de Tecnología de Defensa en 1978. Después de graduarse en 1982, comenzó a trabajar en el Centro de Lanzamiento de Satélites de Xichang inicialmente como técnico.

### Carrera
En diciembre de 2003 fue ascendido a director (comandante) del centro a la edad de 45 años. En 2006 alcanzó el grado de mayor general En sus diez años como director del centro de Xichang, supervisó varios lanzamientos de cohetes, incluido el lanzamiento de la sonda lunar Chang'e 2 en octubre de 2010. En 2013, después de 31 años trabajando en Xichang, fue nombrado Jefe de Estado Mayor del Departamento de Armamento General (GAD) del Ejército Popular de Liberación, en sustitución del mayor general Shang Hong. Un año después asumió el puesto de subdirector del GAD.

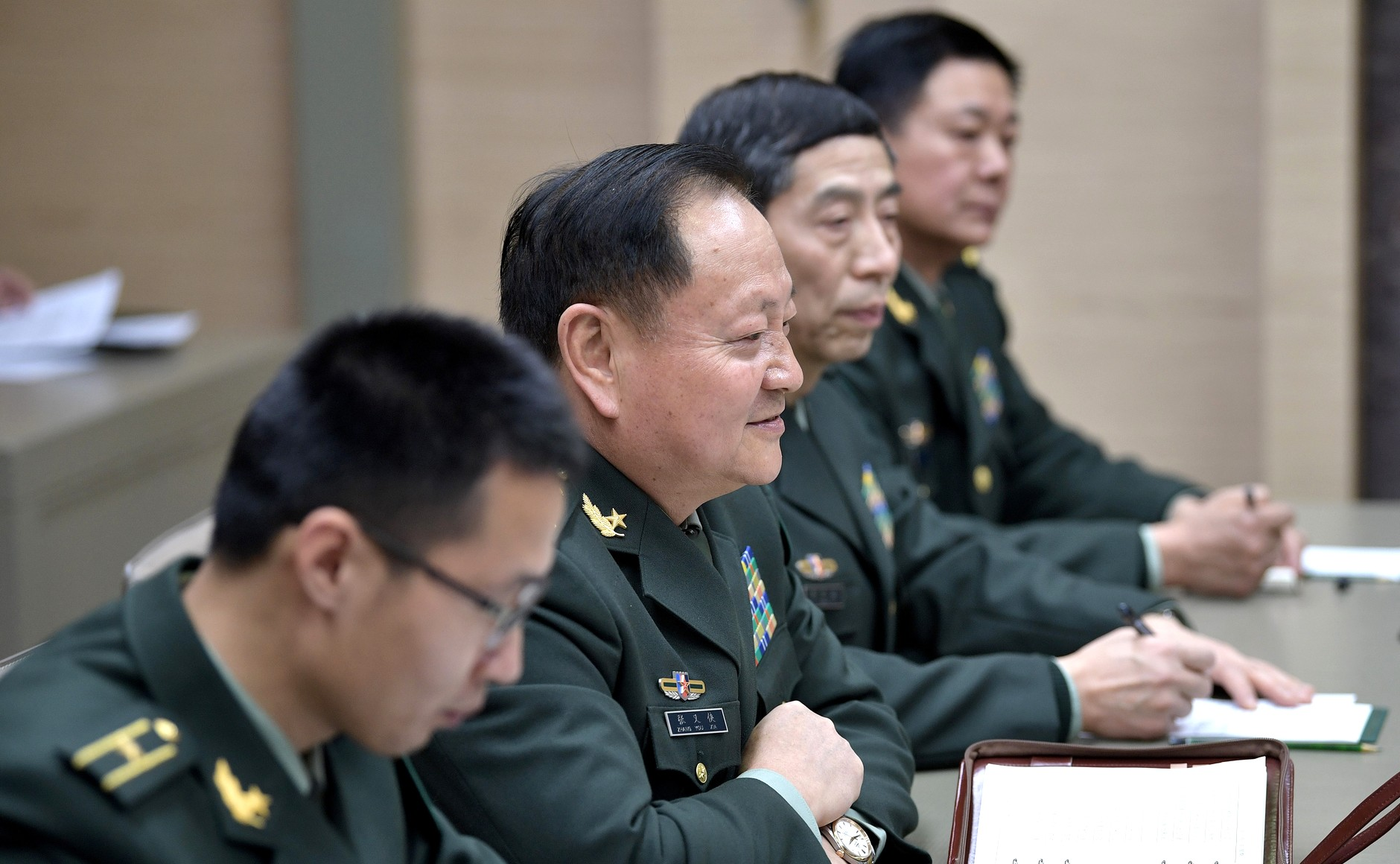
Zhang Youxia, Li Shangfu y el resto de la delegación china en Moscú (Rusia) en 2017

En 2016, fue nombrado comandante adjunto de la recién establecida Fuerza de Apoyo Estratégico del Ejército Popular de Liberación, el cual es responsable del ciberespacio, el espacio y otras guerras de alta tecnología. Fue ascendido al rango de teniente general ese mismo año. En septiembre de 2017, asumió el puesto de director del Departamento de Desarrollo de Equipos de la Comisión Militar Central, el organismo gubernamental de defensa de China, encabezado por Xi Jinping. Se trata del departamento sucesor del GAD, en sustitución del general Zhang Youxia.
En octubre de 2017, fue elegido miembro del XIX Comité Central del Partido Comunista Chino.
El 20 de septiembre de 2018, Li Shangfu, junto con el Departamento de Desarrollo de Equipos, fue sancionado por el Gobierno de los Estados Unidos por «participar en transacciones significativas con personas sancionadas» bajo la ley estadounidense para contrarrestar a adversarios a través de sanciones (CAATSA, por sus siglas en inglés), concretamente por transacciones que involucraron «la transferencia de Rusia a China de aviones de combate Su-35 y equipo relacionado con el sistema de misiles tierra-aire S-400». En julio de 2019 fue ascendido al grado de general (Jiang).
En octubre de 2022, fue elegido miembro de la 20.ª Comisión Militar Central del Partido Comunista de China y ocupó el primer puesto entre los miembros de la Comisión Militar Central.

### Ministro de Defensa
El 12 de marzo de 2023, el presidente de China, Xi Jinping, nombró a Li Shangfu como consejero de Estado y ministro de Defensa Nacional, en sustitución de Wei Fenghe. Su nombramiento se produjo durante la presentación del nuevo Consejo de Ministros de China en el pleno de la Asamblea Popular Nacional de China.

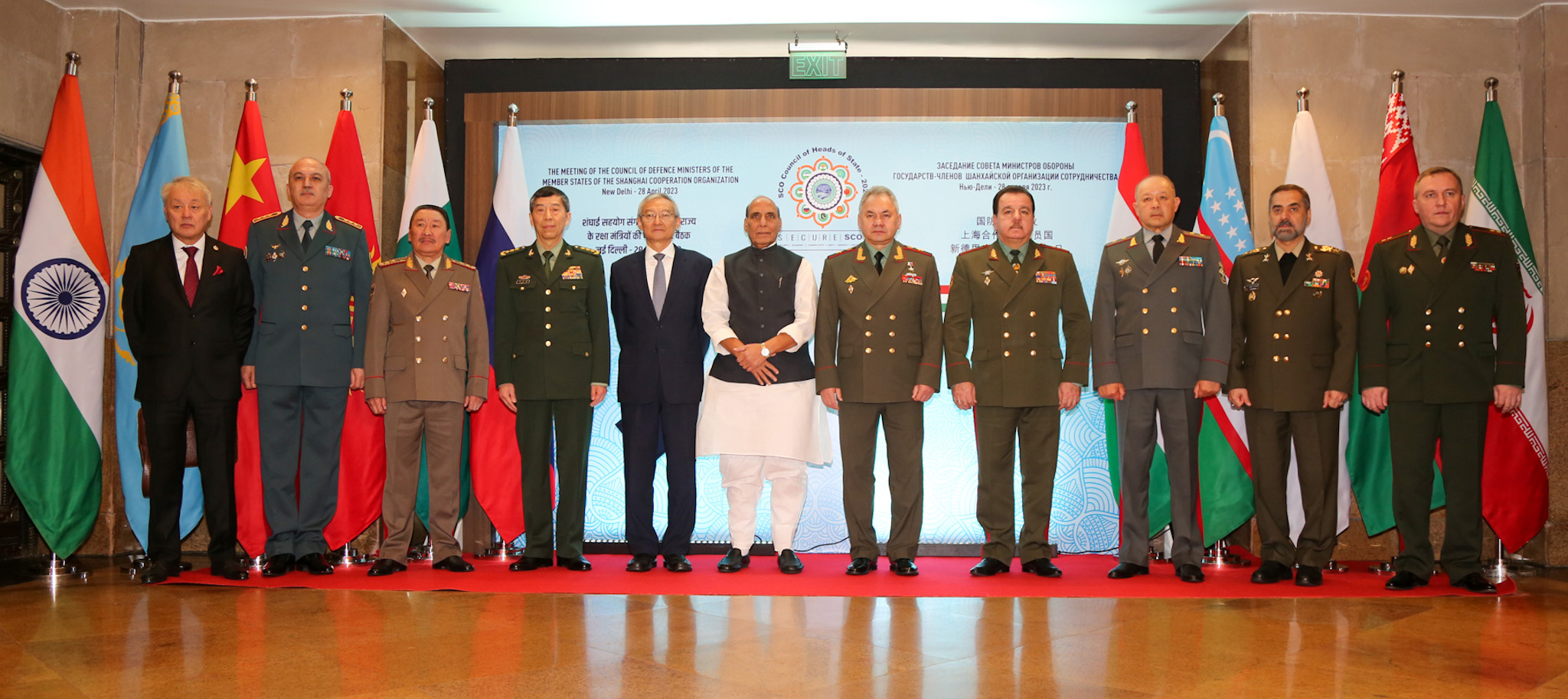
Li en la reunión de ministros de defensa de la OCS en Nueva Delhi (India) el 28 de abril de 2023

El 17 de abril de 2023, realizó su primera visita oficial al extranjero, a Rusia. Como parte de una visita de cuatro días, se reunió en Moscú con el presidente ruso, Vladímir Putin, y el ministro de Defensa, Serguéi Shoigú. Durante la reunión, afirmó que los lazos entre China y Rusia «superan las alianzas político-militares de la era de la guerra fría». El 28 de abril, se reunió con el ministro de Defensa indio, Rajnath Singh, como parte de la reunión de ministros de defensa de la Organización de Cooperación de Shanghái (OCS) en Nueva Delhi (India), lo que la convierte en la primera visita a India de un ministro de Defensa chino desde las escaramuzas fronterizas de 2020 entre tropas indias y chinas.
El 4 de junio de 2023, dio su primer discurso internacional, en la conferencia internacional de seguridad en Asia conocida como «Diálogo de Shangri-La», en Singapur, donde condenó a «algún país» que «interfiere voluntariamente en los asuntos internos de otros y con frecuencia recurre a sanciones unilaterales», y que además «ha provocado revoluciones de colores y guerras "proxy" en distintas regiones». «Ha creado preocupaciones y turbulencias y se ha retirado dejando tras de sí un desastre. No debemos permitir que tales cosas se repitan en la región Asia-Pacífico».

### Destitución
El 29 de agosto de 2023 pronunció un discurso en la sesión de apertura del tercer Foro de Paz y Seguridad China-África en Pekín, ante delegados y líderes militares de cerca de cincuenta países africanos miembros de la Unión Africana. Está fue la última vez que se le vio en un acto oficial.
En septiembre de 2023, Reuters informó que Li estaba bajo investigación de anticorrupción por parte de la Comisión de Inspección Disciplinaria de la Comisión Militar Central. Su ausencia había sido observada y especulada por funcionarios del gobierno estadounidense, quienes dijeron al Financial Times que creían que Li estaba bajo investigación. El 3 de septiembre, su ministerio anuló una visita que Li tenía previsto en Vietnam para una reunión anual de defensa entre los dos países prevista para los días 7 y 8 de septiembre. Según funcionarios vietnamitas, los chinos adujeron razones de salud para anular dicha reunión. Además, la misma semana no se presentó a una reunión que tenía programada con un alto oficial militar de Singapur en China, lo que ha aumentado las especulaciones sobre su situación.
El 24 de octubre de 2023, la sexta reunión del Comité Permanente de la XIV Asamblea Popular Nacional decidió destituir a Li Shangfu de los cargos de consejero de Estado y ministro de Defensa Nacional, y destituir a Qin Gang del cargo de Consejero de Estado. También fue expulsado de la Comisión Militar Central. Con un mandato de apenas siete meses, es el ministro de Defensa Nacional con menor permanencia en el cargo en la historia de la República Popular China, aunque no hubo anuncios oficiales sobre su destitución o renuncia hasta el 13 de septiembre de 2024, cuando el Comité Permanente de la XIV Asamblea Popular Nacional anunció finalmente su destitución.
El 27 de junio de 2024, el Buró Político del Comité Central del Partido Comunista de China anunció que Li, junto con el exministro de Defensa Wei Fenghe, habían sido expulsados del partido por «violaciones disciplinarias y de la ley», y sus casos habían sido remitidos a las organizaciones legales del ejército para su procesamiento penal, específicamente a Li se le acusó de aceptar sobornos financieros y de sobornar a otros. Ambos hombres también fueron despojados de su rango de generales. En julio de 2024, la tercera sesión plenaria del XX Comité Central del PCCh confirmó la decisión de expulsar a Li.